# Кірпер
Кірпер (рум. Chirpăr) — село у повіті Сібіу в Румунії. Адміністративний центр комуни Кірпер.
Село розташоване на відстані 200 км на північний захід від Бухареста, 37 км на схід від Сібіу, 124 км на південний схід від Клуж-Напоки, 82 км на захід від Брашова.

## Населення
За даними перепису населення 2002 року у селі проживали 816 осіб.
Національний склад населення села:
| Національність | Кількість осіб | Відсоток |
| -------------- | -------------- | -------- |
| румуни         | 596            | 73,0%    |
| цигани         | 173            | 21,2%    |
| німці          | 42             | 5,1%     |
| угорці         | 5              | 0,6%     |

Рідною мовою назвали:
| Мова      | Кількість осіб | Відсоток |
| --------- | -------------- | -------- |
| румунська | 774            | 94,9%    |
| німецька  | 35             | 4,3%     |